# Eumonhystera tatrica
Eumonhystera tatrica is een rondwormensoort uit de familie van de Monhysteridae. De wetenschappelijke naam van de soort is voor het eerst geldig gepubliceerd in 1896 door Daday.